# Armand II de Rohan-Soubise
François Armand Auguste de Rohan-Soubise-Ventadour (Parigi, 1º dicembre 1717 – Saverne, 28 giugno 1756) fu un vescovo cattolico e cardinale francese.

## Biografia
Armand era figlio di Jules de Rohan, principe di Soubise (1697-1724), e di sua moglie Anne Julie de Melun, principessa d'Epinoy (1698-1724), pronipote di Armand I de Rohan-Soubise e fratello di Carlo di Rohan-Soubise. I suoi genitori morirono a Parigi di vaiolo nel 1724.
Dopo aver compiuto i propri studi di teologia alla Sorbona egli venne nominato principe di Tournon, abate di Ventadour e abate di Murbach, oltre che membro dell'Académie Française dal 15 luglio 1741, ove ebbe modo di conoscere Charles Armand René de La Trémoille.
Il 2 settembre 1740 entrò a far parte del capitolo della cattedrale di Strasburgo, grazie all'influenza del prozio, vescovo di quella sede, ed il 23 dicembre 1741 venne ordinato sacerdote nella cattedrale. Nel 1742 divenne vescovo titolare di Tolemaide di Tebaide e coadiutore dello zio con dispensa papale, con diritto alla successione alla sede episcopale di Strasburgo. Il 4 novembre 1742 venne consacrato vescovo nella cattedrale di Strasburgo per mano del cardinale Armand-Gaston-Maximilien de Rohan de Soubise suo zio e vescovo, assistito da Scipion Bégon, vescovo di Toul, e da Claude-Antoine de Choiseul-Beaupré, vescovo di Châlons. Nel 1745 divenne Grande elemosiniere di Francia.
Il 10 aprile 1747 ricevette la nomina a cardinale da papa Benedetto XIV e nello stesso anno fu nominato abate commendatario di Chaise-Dieu, carica che tenne fino alla morte.
Nel 1749, succedendo al prozio, divenne vescovo di Strasburgo e fu rettore dell'Università di Parigi.
Morì il 28 giugno 1756 nel castello vescovile di Saverne (o Zabern), presso Strasburgo. La sua salma venne sepolta poi nella Stiftskirche di Saverne, nella cappella del Santissimo Rosario.

## Genealogia episcopale
La genealogia episcopale è:
- Cardinale Guillaume d'Estouteville, O.S.B.Clun.
- Papa Sisto IV
- Papa Giulio II
- Cardinale Raffaele Sansone Riario
- Papa Leone X
- Papa Paolo III
- Cardinale Francesco Pisani
- Cardinale Alfonso Gesualdo di Conza
- Papa Clemente VIII
- Cardinale Pietro Aldobrandini
- Cardinale Laudivio Zacchia
- Cardinale Antonio Barberini, O.F.M.Cap.
- Cardinale Marcantonio Franciotti
- Cardinale Giambattista Spada
- Cardinale Carlo Pio di Savoia
- Arcivescovo Ercole Visconti
- Cardinale Wilhelm Egon von Fürstenberg
- Cardinale Armand-Gaston-Maximilien de Rohan de Soubise
- Cardinale François-Armand-Auguste de Rohan-Soubise-Ventadour

## Ascendenza
|                                      |                                  |                                       | Genitori                             |  |  | Nonni |  |  | Bisnonni             |  |  | Trisnonni            |  |
|                                      |                                  |                                       |                                      |  |  |       |  |  | 8. François de Rohan |  |  | 16. Hercule de Rohan |  |
|                                      |                                  |                                       |                                      |  |  |       |  |  | 8. François de Rohan |  |  | 16. Hercule de Rohan |  |
|                                      |                                  | 17. Marie de Bretagne d'Avaugour      |                                      |  |  |       |  |  | 8. François de Rohan |  |  |                      |  |
| 4. Hercule Mériadec de Rohan-Soubise |                                  |                                       |                                      |  |  |       |  |  | 8. François de Rohan |  |  |                      |  |
|                                      |                                  | 9. Anne de Rohan-Chabot               | 18. Henri Chabot                     |  |  |       |  |  |                      |  |  |                      |  |
|                                      |                                  | 9. Anne de Rohan-Chabot               | 18. Henri Chabot                     |  |  |       |  |  |                      |  |  |                      |  |
|                                      |                                  | 9. Anne de Rohan-Chabot               | 19. Marguerite de Rohan              |  |  |       |  |  |                      |  |  |                      |  |
| 2. Jules de Rohan-Soubise            |                                  | 9. Anne de Rohan-Chabot               |                                      |  |  |       |  |  |                      |  |  |                      |  |
|                                      |                                  | 10. Louis Charles de Lévis            | 20. Charles de Lévis                 |  |  |       |  |  |                      |  |  |                      |  |
|                                      |                                  | 10. Louis Charles de Lévis            | 20. Charles de Lévis                 |  |  |       |  |  |                      |  |  |                      |  |
|                                      |                                  | 10. Louis Charles de Lévis            | 21. Marie de La Guiche               |  |  |       |  |  |                      |  |  |                      |  |
| 5. Anne Geneviève de Lévis           |                                  | 10. Louis Charles de Lévis            |                                      |  |  |       |  |  |                      |  |  |                      |  |
|                                      |                                  | 11. Charlotte de La Mothe-Houdancourt | 22. Philippe de La Mothe Houdancourt |  |  |       |  |  |                      |  |  |                      |  |
|                                      |                                  | 11. Charlotte de La Mothe-Houdancourt | 22. Philippe de La Mothe Houdancourt |  |  |       |  |  |                      |  |  |                      |  |
|                                      |                                  | 11. Charlotte de La Mothe-Houdancourt | 23. Louise de Prie                   |  |  |       |  |  |                      |  |  |                      |  |
| 1. Armand II de Rohan-Soubise        |                                  | 11. Charlotte de La Mothe-Houdancourt |                                      |  |  |       |  |  |                      |  |  |                      |  |
|                                      | 12. Alexandre Guillaume de Melun | 24. Guillaume III de Melun            |                                      |  |  |       |  |  |                      |  |  |                      |  |
|                                      | 12. Alexandre Guillaume de Melun | 24. Guillaume III de Melun            |                                      |  |  |       |  |  |                      |  |  |                      |  |
|                                      | 12. Alexandre Guillaume de Melun | 25. Ernestine de Ligne-Arenberg       |                                      |  |  |       |  |  |                      |  |  |                      |  |
| 6. Louis I de Melun                  | 12. Alexandre Guillaume de Melun |                                       |                                      |  |  |       |  |  |                      |  |  |                      |  |
|                                      |                                  | 13. Jeanne Pélagie de Rohan-Chabot    | 26. Henri Chabot (= 18)              |  |  |       |  |  |                      |  |  |                      |  |
|                                      |                                  | 13. Jeanne Pélagie de Rohan-Chabot    | 26. Henri Chabot (= 18)              |  |  |       |  |  |                      |  |  |                      |  |
|                                      |                                  | 13. Jeanne Pélagie de Rohan-Chabot    | 27. Marguerite de Rohan (= 19)       |  |  |       |  |  |                      |  |  |                      |  |
| 3. Anne Julie de Melun               |                                  | 13. Jeanne Pélagie de Rohan-Chabot    |                                      |  |  |       |  |  |                      |  |  |                      |  |
|                                      |                                  | 14. François-Marie de Lorraine        | 28. Charles II de Guise-Lorraine     |  |  |       |  |  |                      |  |  |                      |  |
|                                      |                                  | 14. François-Marie de Lorraine        | 28. Charles II de Guise-Lorraine     |  |  |       |  |  |                      |  |  |                      |  |
|                                      |                                  | 14. François-Marie de Lorraine        | 29. Catherine-Henriette de Bourbon   |  |  |       |  |  |                      |  |  |                      |  |
| 7. Élisabeth-Thérèse de Lorraine     |                                  | 14. François-Marie de Lorraine        |                                      |  |  |       |  |  |                      |  |  |                      |  |
|                                      |                                  | 15. Anne de Lorraine                  | 30. Charles IV de Lorraine           |  |  |       |  |  |                      |  |  |                      |  |
|                                      |                                  | 15. Anne de Lorraine                  | 30. Charles IV de Lorraine           |  |  |       |  |  |                      |  |  |                      |  |
|                                      |                                  | 15. Anne de Lorraine                  | 31. Béatrice de Cusance              |  |  |       |  |  |                      |  |  |                      |  |
|                                      |                                  | 15. Anne de Lorraine                  |                                      |  |  |       |  |  |                      |  |  |                      |  |

## Stemma
| Stemma | Blasonatura |
| ------ | --- |
| \| \|  | Armand II de Rohan-Soubise Abate di Murbach Inquartato: nel I partito: 1° d'azzurro seminato di gigli d'oro alla banda composta d'argento e di rosso (Évreux); al 2° di rosso alle catene d'oro poste in orlo, in croce e in diagonale, caricate in cuore di uno smeraldo al naturale (Navarra); nel II partito: al 1° d'oro a tre pali di rosso (Foix); al 2° d'oro al leone di rosso bordato con fiori e controfioroni del medesimo (Scozia); nel III partito: al 1° d'ermellino (Bregagna), al 2° al biscione in palo d'azzurro, coronato d'oro, ingoiante un bambino di carnagione, posto in fascia con le braccia stese (Visconti); nel IV partito: al 1° d'argento alla fascia di rosso il tutto bordato d'azzurro (San Severino); al 2° d'oro alla banda di rosso caricata di tre alerioni d'argento (Lorena); sul tutto partito: nel 1° di rosso a nove losanghe d'oro poste 3, 3, 3 (Rohan), nel 2° ermellinato (Bretagna). Lo scudo, accollato ad un pastorale velato, posto in palo, è timbrato da un cappello con cordoni e nappe di nero. Le nappe, in numero di dodici, sono disposte sei per parte, in tre ordini di 1, 2, 3 |
|        | |

| Stemma | Blasonatura |
| ------ | --- |
| \| \|  | Armand II de Rohan-Soubise Principe del Sacro Romano Impero, Cardinale, Grand'Elemosiniere di Francia, Commendatore dell'Ordine dello Spirito Santo Inquartato: nel I partito: 1° d'azzurro seminato di gigli d'oro alla banda composta d'argento e di rosso (Évreux); al 2° di rosso alle catene d'oro poste in orlo, in croce e in diagonale, caricate in cuore di uno smeraldo al naturale (Navarra); nel II partito: al 1° d'oro a tre pali di rosso (Foix); al 2° d'oro al leone di rosso bordato con fiori e controfioroni del medesimo (Scozia); nel III partito: al 1° d'ermellino (Bregagna), al 2° al biscione in palo d'azzurro, coronato d'oro, ingoiante un bambino di carnagione, posto in fascia con le braccia stese (Visconti); nel IV partito: al 1° d'argento alla fascia di rosso il tutto bordato d'azzurro (San Severino); al 2° d'oro alla banda di rosso caricata di tre alerioni d'argento (Lorena); sul tutto partito: nel 1° di rosso a nove losanghe d'oro poste 3, 3, 3 (Rohan), nel 2° ermellinato (Bretagna). Lo scudo, accollato a una croce astile patriarcale d'oro, posta in palo, è timbrato da un cappello con cordoni e nappe di rosso. Le nappe, in numero di trenta, sono disposte quindici per parte, in cinque ordini di 1, 2, 3, 4, 5. Dietro allo scudo sono presenti le insegne da principe del Sacro Romano Impero. |
|        | |